# Chiloscyllium arabicum
Chiloscyllium arabicum är en hajart som beskrevs av Ivan Alekseevich Gubanov 1980. Chiloscyllium arabicum ingår i släktet Chiloscyllium och familjen Hemiscylliidae. IUCN kategoriserar arten globalt som nära hotad. Inga underarter finns listade i Catalogue of Life.